# 1980 în literatură
- 1979 în literatură — 1980 în literatură — 1981 în literatură

Anul 1980 în literatură a implicat o serie de evenimente și cărți noi semnificative.

## Cărți noi
- Douglas Adams - The Restaurant at the End of the Universe
- Richard Adams
  - The Girl in a Swing
  - The Iron Wolf and Other Stories
- Warren Adler - The War of the Roses
- Woody Allen - Side Effects
- Jean M. Auel - The Clan of the Cave Bear
- Thomas Berger - Neighbors
- Anthony Burgess - Earthly Powers
- Ramsey Campbell, editor - New Tales of the Cthulhu Mythos
- Bruce Chatwin - The Viceroy of Ouidah
- Mary Higgins Clark - The Cradle Will Fall
- J. M. Coetzee - Waiting for the Barbarians
- Larry Collins și Dominique Lapierre -The Fifth Horseman
- Pat Conroy - The Lords of Discipline
- Basil Copper - Necropolis
- Roald Dahl - The Twits
- L. Sprague de Camp
  - Conan and the Spider God
  - The Purple Pterodactyls
- Thomas M. Disch - The Brave Little Toaster
- E. L. Doctorow - Loon Lake
- Allan W. Eckert - Song of the Wild
- Umberto Eco - The Name of the Rose
- Ken Follett - The Key to Rebecca
- Frederick Forsyth - The Devil's Alternative
- Mary Jayne Gold - Crossroads Marseilles 1940
- William Golding - Rites of Passage
- Douglas Hill - Deathwing Over Veynaa
- Douglas Hill - Day of the Starwind
- Robert E. Howard și L. Sprague de Camp - The Treasure of Tranicos
- L. Ron Hubbard - Battlefield Earth
- P. D. James - Innocent Blood
- Stephen King - Firestarter
- Judith Krantz - Princess Daisy
- Björn Kurtén - Dance of the Tiger
- John le Carré - Smiley's People
- Madeleine L'Engle - A Ring of Endless Light
- Robert Ludlum - The Bourne Identity
- Ruth Manning-Sanders - A Book of Spooks and Spectres
- James A. Michener - The Covenant

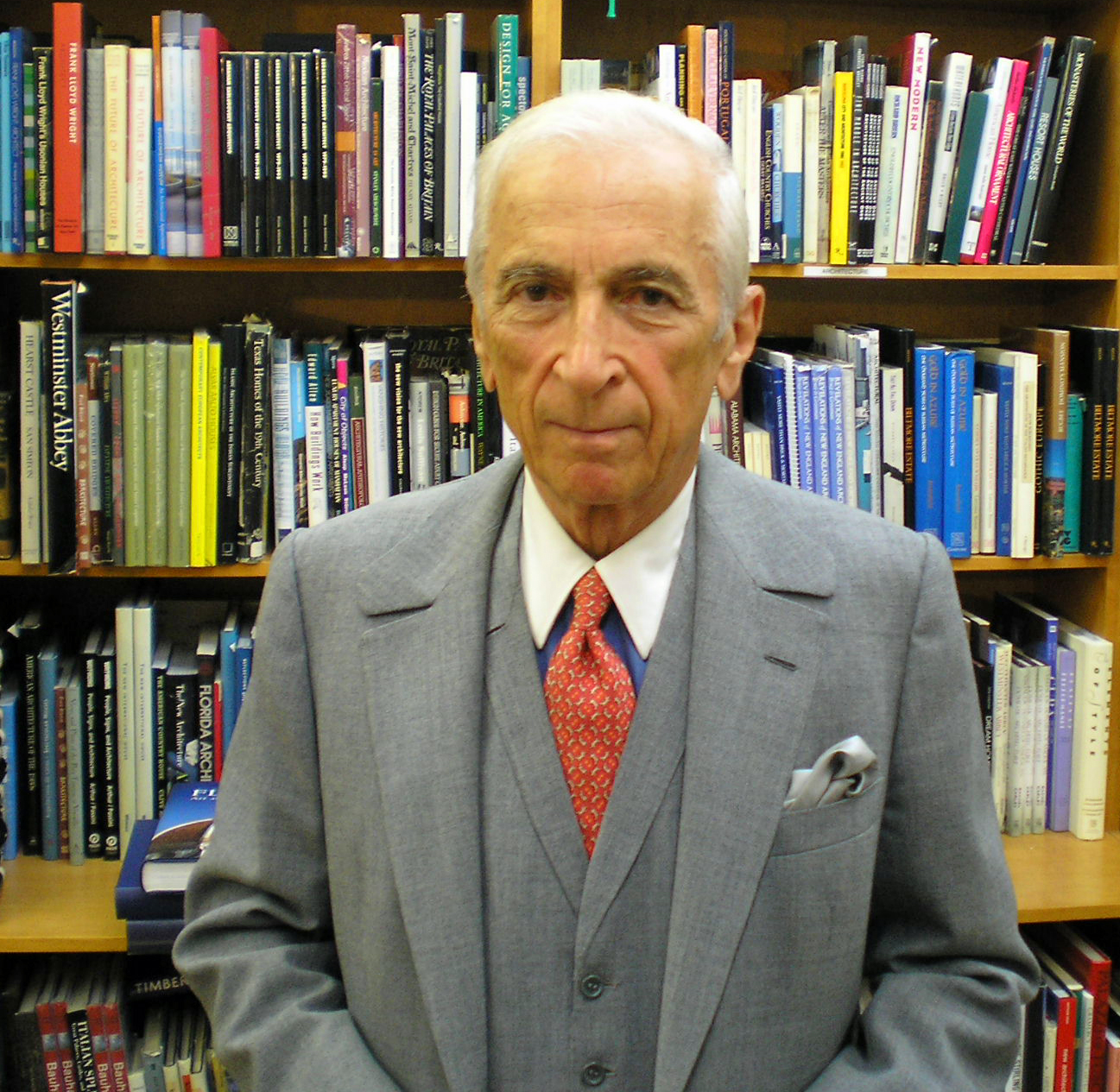
Gay Talese

- Robert B. Parker - Looking for Rachel Wallace
- Belva Plain - Random Winds
- Marin Preda - Cel mai iubit dintre pământeni
- Herman Raucher - There Should Have Been Castles
- Mordecai Richler - Joshua Then and Now
- Marilynne Robinson - Housekeeping
- Salman Rushdie - Midnight's Children
- Sidney Sheldon - Rage of Angels
- Gay Talese - Thy Neighbor's Wife
- Walter Tevis - "Mockingbird"
- John Kennedy Toole - A Confederacy of Dunces
- Gene Wolfe - The Shadow of the Torturer
- Roger Zelazny
  - Changeling
  - The Last Defender of Camelot

## Premii
- Premiul Nobel pentru Literatură: Czesław Miłosz